# 海河县
海河县（越南语：／）是越南广宁省下辖的一个县。

## 地理
海河县北接中国广西壮族自治区；西接平辽县；西南接潭河县；东南接北部湾；东接芒街市。

## 历史
阮朝时，海河县属于广安省海宁府万宁州河门总河桧社。法属初期，殖民政府设立海宁省，改万宁州为河桧州。后又析置硭街州和潭河州，并改州为河桧府。
1948年3月25日，北越政府改府为县，河桧府改为河桧县。
1963年10月30日，海宁省和鸿广区合并为广宁省，河桧县随之划归广宁省管辖。
1969年6月4日，河桧县和潭河县合并为广河县。
1979年1月16日，河桧市镇改名广河市镇，河桧南社改名广中社，大田侬社改名广隆社，大田南社改名广田社，大来社改名广丰社，河桧侬社改名广政社，马嘶侬社改名广明社，马嘶南社改名广城社，立马社改名广胜社，橘兑社改名广义社，凌溪社改名广盛社，镯牌山社改名广山社，汛迷社改名广德社。
1981年9月10日，广义社划归海宁县。
2001年8月29日，广河县分设为潭河县和海河县。
2006年6月12日，进细社部分区域划归广丰社。
2019年12月17日，富海社、广中社和广田社并入广河市镇，广胜社并入广明社，进细社并入棠花社。

## 行政区划
海河县下辖1市镇10社，县莅广河市镇。
- 广河市镇（Thị trấn Quảng Hà）
- 街毡社（Xã Cái Chiên）
- 棠花社（Xã Đường Hoa）
- 广政社（Xã Quảng Chính）
- 广德社（Xã Quảng Đức）
- 广隆社（Xã Quảng Long）
- 广明社（Xã Quảng Minh）
- 广丰社（Xã Quảng Phong）
- 广山社（Xã Quảng Sơn）
- 广城社（Xã Quảng Thành）
- 广盛社（Xã Quảng Thịnh）